# Boston Scott
Boston Scott (Baton Rouge, 27 aprile 1995) è un giocatore di football americano statunitense che milita nel ruolo di running back per i Pittsburgh Steelers della National Football League (NFL). Ha giocato a football al college per Louisiana Tech. È stato scelto dai New Orleans Saints nel sesto giro del Draft NFL 2018.

## Carriera
Nel divisional round dei playoff 2022 Scott segnò un touchdown nella netta vittoria per 38-7 sui New York Giants. Andò a segno anche la settimana successiva nella vittoria nella finale della NFC sui San Francisco 49ers che qualificò gli Eagles al Super Bowl.

## Palmarès
- National Football Conference Championship: 1

Philadelphia Eagles: 2022